# Ambilly
Ambilly – miejscowość i gmina we Francji, w regionie Owernia-Rodan-Alpy, w departamencie Górna Sabaudia.
Według danych na rok 1990 gminę zamieszkiwały 5904 osoby, a gęstość zaludnienia wynosiła 4723 osoby/km² (wśród 2880 gmin regionu Rodan-Alpy Ambilly plasuje się na 142. miejscu pod względem liczby ludności, natomiast pod względem powierzchni na miejscu 1708.).